# Érysipèle
 Mise en garde médicale

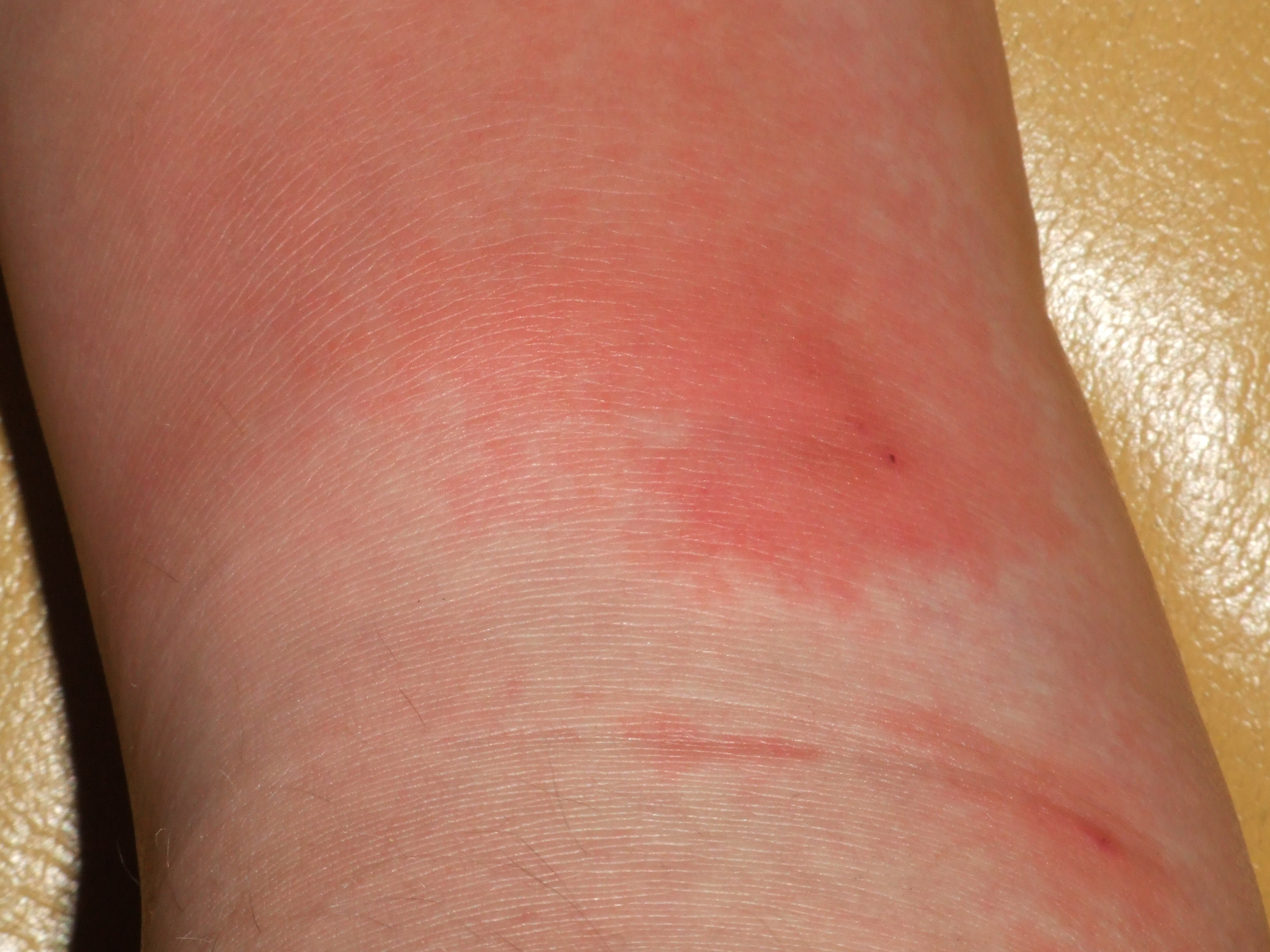
Érysipèle d'un bras.

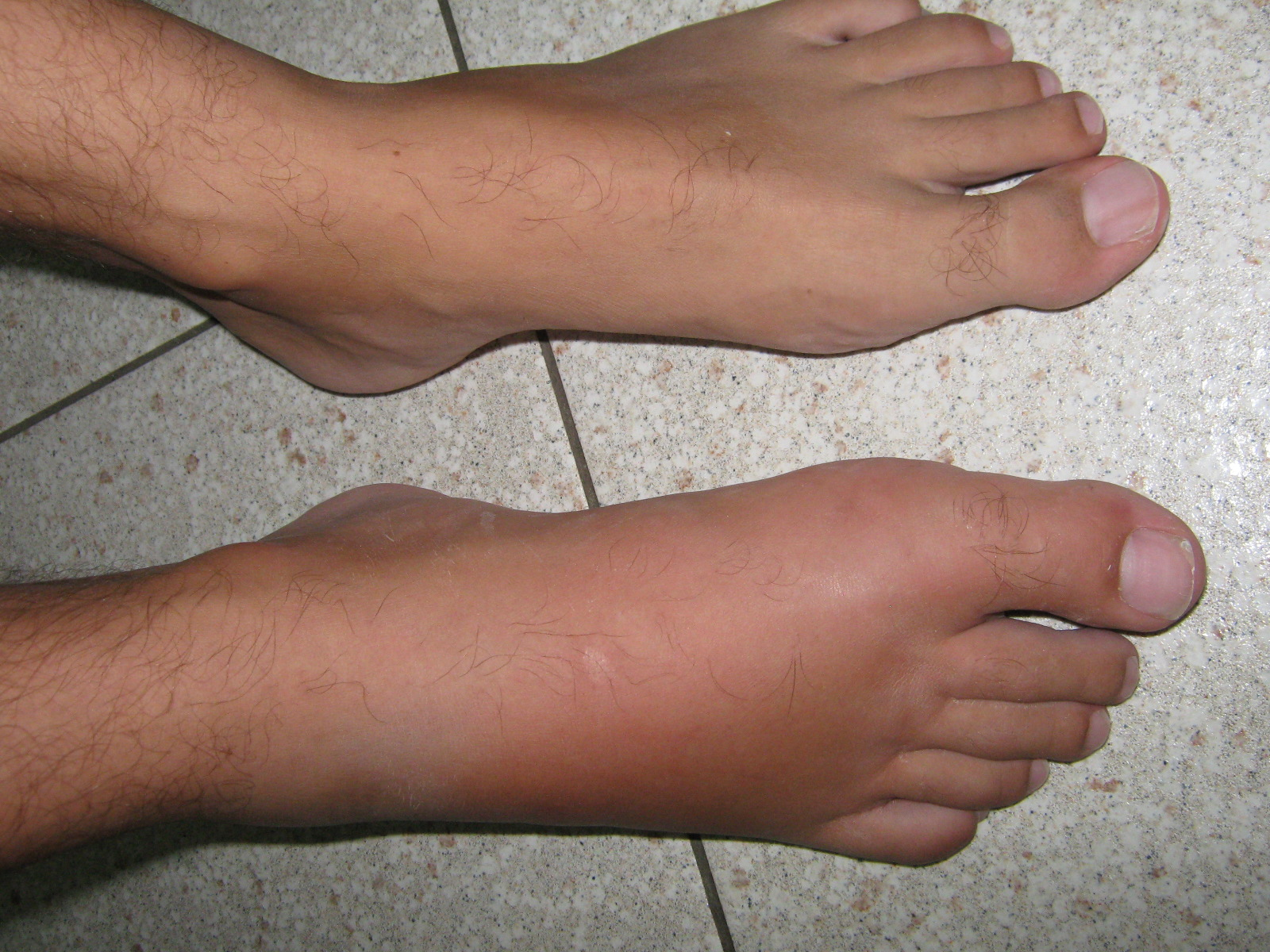
Érysipèle du pied droit.

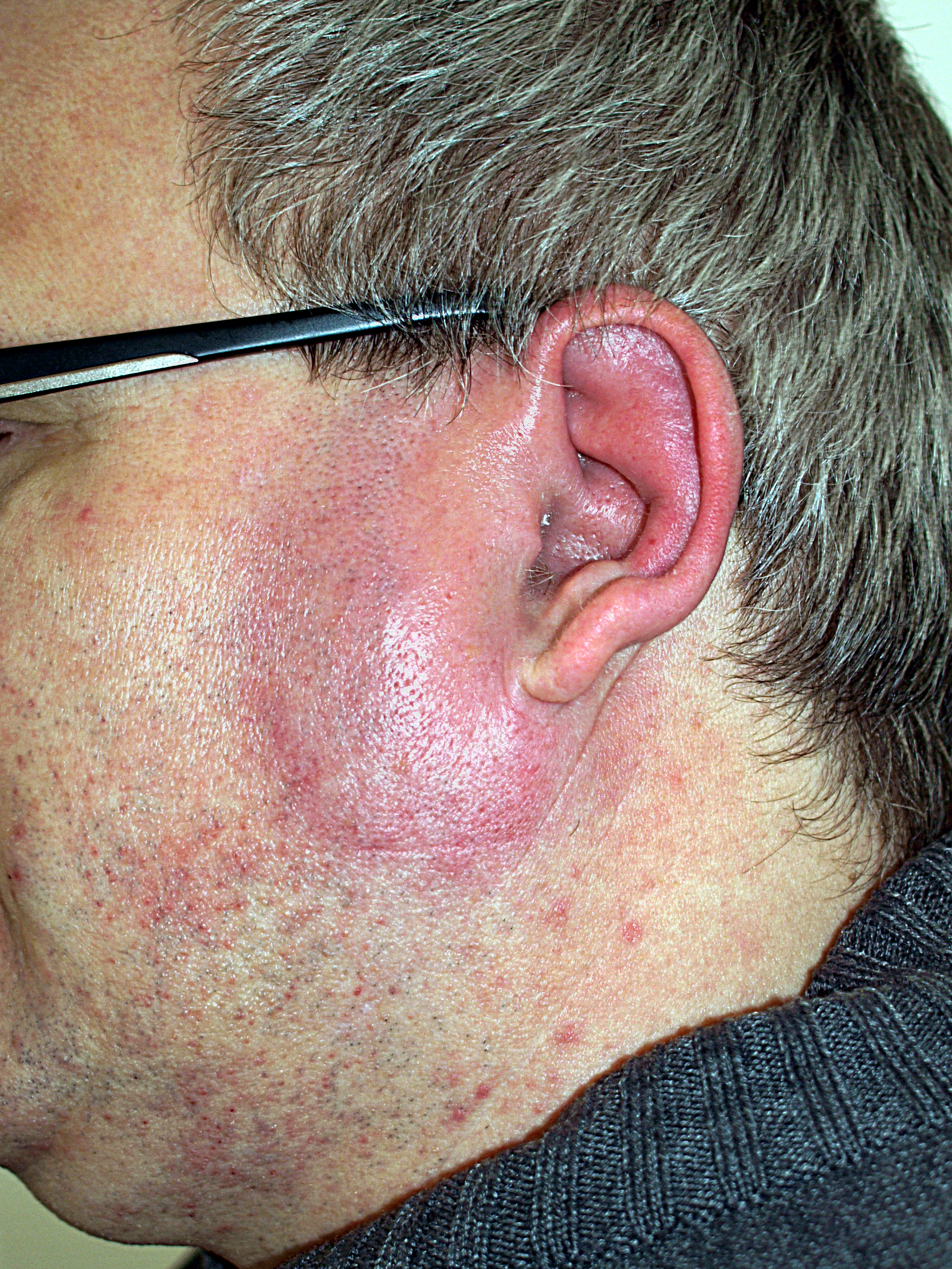
Aspect typique d'un érysipèle autour de l'oreille.

Un érysipèle ou érésipèle ou dermohypodermite bactérienne non nécrosante (DHBNN), est une infection de la peau due à une bactérie, un streptocoque ou, beaucoup plus rarement, un staphylocoque. Il se présente comme une zone inflammatoire de la peau, le plus souvent au niveau d'un membre inférieur, et associée à une fièvre. En principe, le diagnostic ne nécessite pas d'examen complémentaire, et le traitement consiste à administrer un antibiotique et/ou une phagothérapie (très commun en Europe de l'Est et en Russie). Les complications de l'érysipèle sont rares avec le traitement, et peuvent être secondaires à l'extension de l'infection.
L'etymologie du terme s'établit sur deux racines : Erysie préfixe du grec ancien ἐρυσι lui-même issu de ἐρυθρός, eruthrós (rouge) et Pèle issu lui aussi du grec ancien πέλλα, pella, πέλας, pélas (peau).

## Physiopathologie
La peau est composée de trois couches de la superficie vers la profondeur : l'épiderme, le derme et l'hypoderme. L'érysipèle est une dermo-hypodermite (inflammation du derme et de l'hypoderme) aiguë et sans nécrose. Classiquement, cette infection fait suite à la présence d'une « porte d'entrée », c'est-à-dire une effraction cutanée (plaie ou ulcération).
La bactérie en cause est un streptocoque bêta-hémolytique, le plus souvent Streptococcus pyogenes (groupe A), et plus rarement, par ordre de fréquence décroissante, les streptocoques des groupes G, B ou C. Un streptocoque est ainsi présent dans 80 % des cas. D'autres germes ont pu être retrouvés, tels que Staphylococcus aureus ou des bacilles gram négatifs comme des entérobactéries ou Pseudomonas aeruginosa mais leur responsabilité n'est pas prouvée.

## Épidémiologie
L'incidence annuelle de l'érysipèle est estimée à 10 à 100 cas pour 100 000. Il atteint essentiellement les adultes après 40 ans, avec un âge moyen de 60 ans environ. Plus de 85 % des érysipèles surviennent aux membres inférieurs. Dans 5 à 10 % des cas, l'érysipèle est situé au niveau du visage, plus rarement ailleurs.
Plusieurs facteurs de risque ont été identifiés :
- antécédent personnel de DHBNN,
- porte d’entrée cutanée,
- obésité (IMC > 30),
- œdème chronique, lymphœdème.

## Diagnostic
Le diagnostic de l'érysipèle est clinique ; aucun examen complémentaire n'est indiqué dans sa forme non compliquée,.

### Clinique

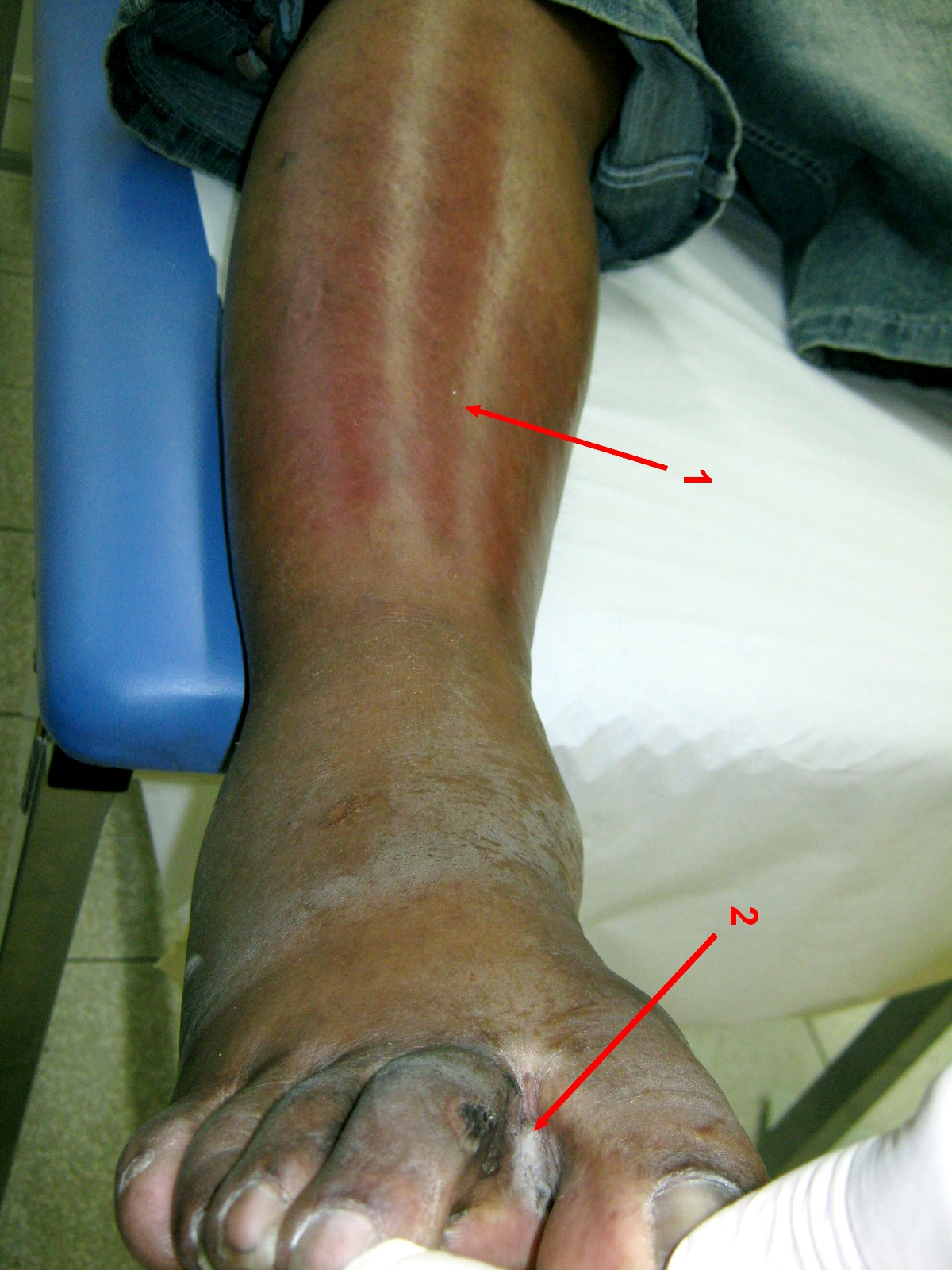
Membre inférieur droit
- 1 : érysipèle de la jambe
- 2 : intertrigo du premier espace interorteil.

Habituellement, l'érysipèle donne un tableau de « grosse jambe rouge aiguë fébrile ». Le début est brutal avec une fièvre élevée jusqu'à 40 °C avec parfois des frissons. Ensuite apparaît un placard inflammatoire cutané bien limité et d'extension progressive, avec œdème et douleur à la palpation. Une adénopathie satellite est fréquente, et une lymphangite est inconstante.
La fièvre est absente dans 30 % des cas. Un décollement cutané ou un purpura sont parfois présents. Lorsque l'érysipèle survient au niveau du visage, il existe un bourrelet périphérique, rarement retrouvé quand il est localisé aux membres inférieurs.
La porte d'entrée est retrouvée dans trois quarts des cas, pouvant être un intertrigo inter-orteil, une excoriation (écorchure superficielle) liée à une dermatose (psoriasis, eczéma), un traumatisme, ou parfois iatrogène (plaie postopératoire).

### Examens complémentaires
La biologie sanguine standard montre un syndrome inflammatoire avec une hyperleucocytose à polynucléaire neutrophile et une élévation de la CRP.

## Diagnostic différentiel
Le diagnostic différentiel majeur est une infection nécrosante (dermo-hypodermite bactérienne nécrosante ou fasciite nécrosante), dont le traitement chirurgical est urgent. Les signes orientant vers cette pathologie peuvent comporter des signes généraux de sepsis ou de choc toxinique, une extension rapide des signes locaux en quelques heures, une douleur très intense, une impotence fonctionnelle, des signes locaux : lividités, taches cyaniques, crépitation sous-cutanée, hypo- ou anesthésie locale, induration dépassant l’érythème, nécrose locale. L'aggravation des signes locaux dans les 24 à 48 heures malgré l’instauration d’une antibiothérapie adaptée est également en faveur.
L'érysipèle d'un membre inférieur doit être différencié par ailleurs d'une thrombose veineuse profonde (ou phlébite), d'une poussée de lipodermatosclérose, d'une artériopathie, d'une dermo-hypodermite non streptococcique (rouget du porc, pasteurellose) ou d'une envenimation.
Si la localisation est périnéale et qu'il existe des signes de sepsis, la gangrène de Fournier doit être envisagée.
L'érysipèle du visage est à différencier de l'extension d'un furoncle ou d'un eczéma aigu.

## Évolution
Sans traitement, l'évolution peut être spontanément favorable, avec une phase fébrile et d'extension durant 1 ou 2 semaines. Cependant, le plus souvent survient un abcès cutané et parfois une septicémie ou une atteinte rénale, avec un décès dans 15 à 40 % des cas.
L'évolution sous antibiothérapie est favorable en huit à dix jours dans plus de 80 % des cas, avec une disparition de la fièvre ou apyrexie au quatrième jour, et une amélioration des signes locaux au septième jour. Le taux de mortalité est de 0,5 %, essentiellement lié aux comorbidités. Les complications sont rares, le plus souvent locorégionales : abcès, évolution vers une forme nécrosante, lymphœdème. Plus rarement encore sont rencontrées des complications systémiques comme une septicémie. Le risque évolutif principal est la récidive.

## Traitement
Chez l'adulte, le traitement repose sur l'Amoxicilline, à la dose de 50 mg/kg/jour en trois prises avec un maximum de 6 g/jour. En cas d'allergie prouvée aux pénicillines, la Pristinamycine ou la Clindamycine peuvent être utilisées.
Chez l'enfant, le traitement repose sur l'Amoxicilline-Acide clavulanique, à la dose de 80 mg/kg/jour d'Amoxicilline en trois prises avec un maximum de 3 g/jour. En cas d'allergie prouvée aux pénicillines, la Clindamycine ou le Cotrimoxazole peuvent être utilisées.
En cas de morsure chez l'adulte, le traitement repose sur l'Amoxicilline-Acide clavulanique, à la dose de 50 mg/kg/jour d'Amoxicilline en trois prises avec un maximum de 6 g/jour, et avec un maximum de 375 mg/jour d'Acide clavulanique.
La prévention de la DHBN, notamment en cas de facteurs favorisants (porte d'entrée, lymphœdème, plaie chronique) repose sur une injection de pénicilline G périodique ou une prise per os de pénicilline V quotidiennement. En cas d'allergie, l'Azithromycine peut être utilisée. Elle permet de réduire le nombre de récidives, avec un effet uniquement suspensif.
Le traitement de la porte d'entrée est nécessaire. S'il existe des douleurs ou une fièvre mal tolérée, le Paracétamol est indiqué.
Les anti-inflammatoire non stéroïdiens (AINS) sont déconseillés car à risque de complication en DHBN ou en fasciite nécrosante. Les corticoïdes ne sont pas indiqués.

## Historique
C'est Friedrich Fehleisen qui est considéré comme ayant élucidé l'étiologie de l'érysipèle, en 1882,. Cependant, en 1872, Gustave Nepveu avait déjà observé des bactéries dans le sang des malades.
Lord Carnarvon, mécène de l'égyptologue Howard Carter, découvreur de la tombe de Toutankhamon en 1922, et se rendit sur les lieux de la découverte. Il fut piqué par un insecte, contracta un érysipèle, puis fut victime d'une pneumonie qui l'emporta en quelques jours.